# مسجد الشواذنة
مسجد الشواذنة: يقع هذا المسجد بمحلة العقر إحدى ضواحي ولاية نزوى التاريخية، بني في العام السابع الهجري وكان آخر مرة أعيد بناؤه وترميمه فيها عام 936 هجري، يشير إلى ذلك محرابه الذي يمثل روعة في فن الزخرفة والإتقان الفني وهذا المسجد كان بمثابة صرح علمي تخرج منه الكثير من العلماء والأدباء والمفكرين وتتلمذ فيه الكثير من الفقهاء الذين كانوا مصدر إشعاع في الأرض العمانية ولا يزال هذا المسجد عامرا بالصلوات وهو على حالته السابقة منذ بنائه في العام 936هـ الموافق 1529م.